# Elytranthe albida
Elytranthe albida är en tvåhjärtbladig växtart som först beskrevs av Bi., och fick sitt nu gällande namn av Carl Ludwig von Blume. Elytranthe albida ingår i släktet Elytranthe och familjen Loranthaceae. Inga underarter finns listade i Catalogue of Life.